# William Butler Yeats

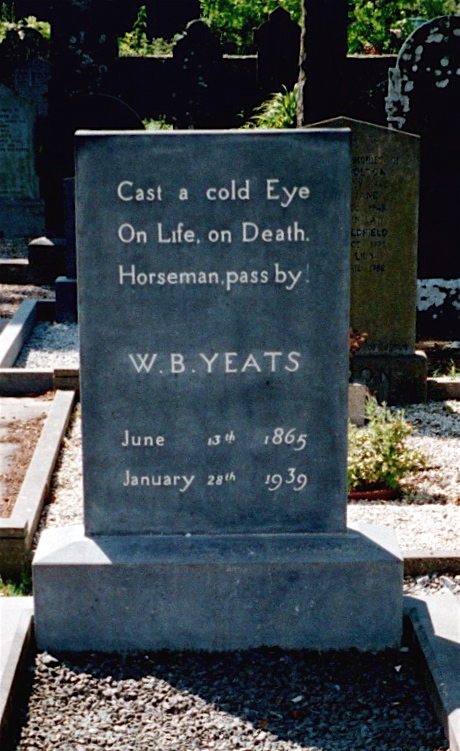
Het graf van Yeats in Drumcliff

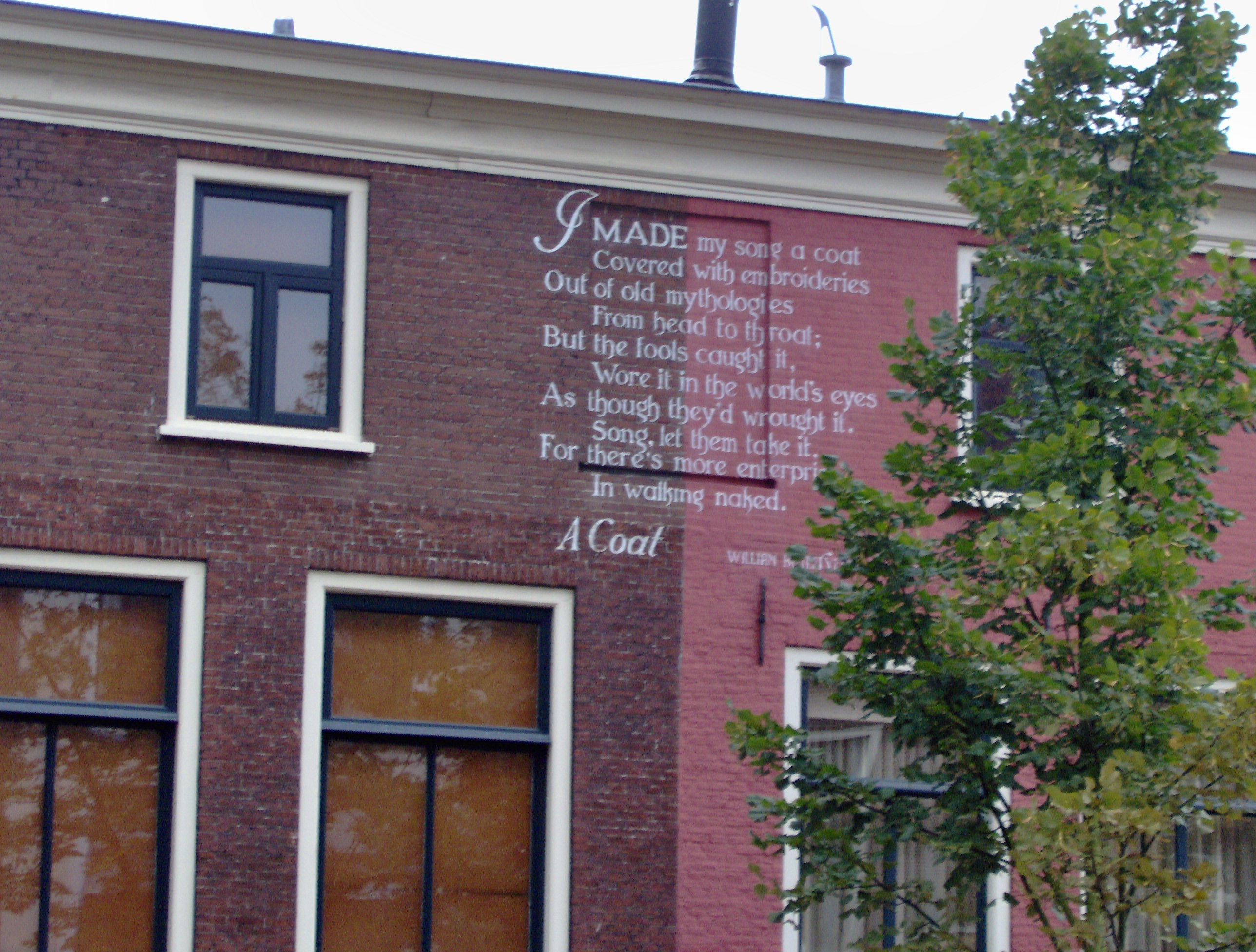
Yeats' gedicht A coat als muurschildering op de voorgevel aan de Lange Mare 31 en 33 in Leiden (2008)

William Butler Yeats (Sandymount bij Dublin, 13 juni 1865 – Roquebrune-Cap-Martin, 28 januari 1939) was een Iers dichter, toneelschrijver en mysticus. Hij was ook een Iers senator in de jaren twintig. Er wordt meestal naar hem verwezen als W.B. Yeats. William Butler Yeats was een zoon van de schilder John Butler Yeats (1839–1922).

## Biografie
Yeats is geboren in Sandymount, nabij Dublin. Hij bracht zijn kindertijd door in County Sligo en studeerde poëzie op jonge leeftijd waarbij hij werd geïnspireerd werd door Ierse legende-verhalen. Zijn beroemdste gedicht is The Lake Isle of Innisfree. In 1916 kocht Yeats een kasteel in Galway voor £35. Hij was gecharmeerd van het gebouw en werd verliefd op de landelijke ligging. Yeats liet het uitgebreid renoveren en doopte het kasteel om tot Thoor Ballylee. De volgende 12 jaar deed het dienst als zijn zomerverblijf. De stille locatie aan de rivier was voor Yeats een inspirerend toevluchtsoord, weg van de wereld, waar hij meerdere gedichten schreef, waaronder The Tower en The Winding Stair.
De Dun Emer Press, die geëxploiteerd werd door zijn zusters Elizabeth en Lily en Evelyn Gleeson, drukte boeken in beperkte oplage, met de hand op de wijze van The Kelmscott Press van William Morris. De gepubliceerde teksten werden geschreven of geselecteerd door William Butler Yeats, die literair redacteur was van de drukkerij en die ook haar activiteiten subsidieerde, waardoor de winstgevendheid ontbrak.
Yeats won de Nobelprijs voor Literatuur in 1923 "voor zijn altijd geïnspireerde poëzie, die in een uiterst kunstzinnige vorm uitdrukking geeft aan de geest van een heel volk."
Eind 1938, in de winter, verliet hij Ierland in slechte gezondheid. Hij overleed te Roquebrune, met uitzicht op Monaco, op 28 januari 1939, en werd daar begraven. In september 1948 werd zijn stoffelijk overschot naar Ierland overgebracht en opnieuw begraven, nu op de begraafplaats van zijn grootvaders parochie in Drumcliffe. Een steen met inscriptie zoals Yeats had aangegeven markeert de plaats: Cast a cold Eye / On Life, on Death. / Horseman pass by!

## Vertalingen
- W.B. Yeats, De spiraal. Dertien gedichten vertaald door Paul Claes, Vleugels 2017

- Bibsys: 90052572
- Biblioteca Nacional de Chile: 000073384
- Biblioteca Nacional de España: XX1151255
- Bibliothèque nationale de France: cb11929497r (data)
- Catàleg d'autoritats de noms i títols de Catalunya: 981058521459406706
- CiNii: DA00335552
- Gemeinsame Normdatei: 118635867
- International Standard Name Identifier: 0000 0001 2096 0541
- KulturNav: a21f6726-e910-4973-88e0-2aa07dcfa7b7
- Library of Congress Control Number: n78095579
- Nationale Bibliotheek van Letland: 000017636
- MusicBrainz: 60ab738d-ffe9-45f6-bc08-f9ef5d4f7731
- Bibliotheek van het Japanse parlement: 00461588
- Nationale Bibliotheek van Tsjechië: jn19990009341
- Nationale bibliotheek van Australië: 36114943
- Nationale Bibliotheek van Israël: 987007309042805171
- Nationale Bibliotheek van Polen: a0000001179328
- Nationale en Universitaire bibliotheek Zagreb: 000000646
- Nederlandse Thesaurus van Auteursnamen: 068478682
- RKD-Nederlands Instituut voor Kunstgeschiedenis: 85936
- Istituto Centrale per il Catalogo Unico: CFIV009382
- LIBRIS: 207852
- SNAC: w6c930cd
- Système universitaire de documentation: 027201082
- Museum of New Zealand Te Papa Tongarewa: 43078
- Trove: 1214756
- Union List of Artist Names: 500019359
- Virtual International Authority File: 46768718
- WorldCat: E39PBJdcCDw88p8kFbj94xd84q

1901: Prudhomme ·
1902: Mommsen ·
1903: Bjørnson ·
1904: Mistral, Echegaray ·
1905: Sienkiewicz ·
1906: Carducci ·
1907: Kipling ·
1908: Eucken ·
1909: Lagerlöf ·
1910: Heyse ·
1911: Maeterlinck ·
1912: Hauptmann ·
1913: Tagore ·
1915: Rolland ·
1916: Heidenstam ·
1917: Gjellerup, Pontoppidan ·
1919: Spitteler ·
1920: Hamsun ·
1921: France ·
1922: Benavente ·
1923: Yeats ·
1924: Reymont ·
1925: Shaw ·
1926: Deledda ·
1927: Bergson ·
1928: Undset ·
1929: Mann ·
1930: Lewis ·
1931: Karlfeldt ·
1932: Galsworthy ·
1933: Boenin ·
1934: Pirandello ·
1936: O'Neill ·
1937: Gard ·
1938: Buck ·
1939: Sillanpää ·
1944: Jensen ·
1945: Mistral ·
1946: Hesse ·
1947: Gide ·
1948: Eliot ·
1949: Faulkner ·
1950: Russell ·
1951: Lagerkvist ·
1952: Mauriac ·
1953: Churchill ·
1954: Hemingway ·
1955: Laxness ·
1956: Jiménez ·
1957: Camus ·
1958: Pasternak ·
1959: Quasimodo ·
1960: Perse ·
1961: Andrić ·
1962: Steinbeck ·
1963: Seferis ·
1964: Sartre (geweigerd) ·
1965: Sjolochov ·
1966: Agnon, Sachs ·
1967: Asturias ·
1968: Kawabata ·
1969: Beckett ·
1970: Solzjenitsyn ·
1971: Neruda ·
1972: Böll ·
1973: White ·
1974: Johnson, Martinson ·
1975: Montale ·
1976: Bellow ·
1977: Aleixandre ·
1978: Singer ·
1979: Elýtis ·
1980: Miłosz ·
1981: Canetti ·
1982: García Márquez ·
1983: Golding ·
1984: Seifert ·
1985: Simon ·
1986: Soyinka ·
1987: Brodsky ·
1988: Mahfoez ·
1989: Cela ·
1990: Paz ·
1991: Gordimer ·
1992: Walcott ·
1993: Morrison ·
1994: Oë ·
1995: Heaney ·
1996: Szymborska ·
1997: Fo ·
1998: Saramago ·
1999: Grass ·
2000: Gao ·
2001: Naipaul ·
2002: Kertész ·
2003: Coetzee ·
2004: Jelinek ·
2005: Pinter ·
2006: Pamuk ·
2007: Lessing ·
2008: Le Clézio ·
2009: Müller ·
2010: Vargas Llosa ·
2011: Tranströmer ·
2012: Mo ·
2013: Munro ·
2014: Modiano ·
2015: Aleksijevitsj ·
2016: Dylan ·
2017: Ishiguro ·
2018: Tokarczuk ·
2019: Handke ·
2020: Glück ·
2021: Gurnah ·
2022: Ernaux ·
2023: Fosse ·
2024: Kang ·